# Chiesa di Santa Maria delle Grazie (Villa Santa Maria)
La chiesa di Santa Maria delle Grazie è sita a Villa Santa Maria (CH) nella contrada Lu 'Uell' (nel dialetto di Villa Santa Maria significa "Le Valli").
La chiesa viene citata come Templum Sanctæ Mariæ Gratiarum nei primi documenti del XVIII secolo.

## Descrizione

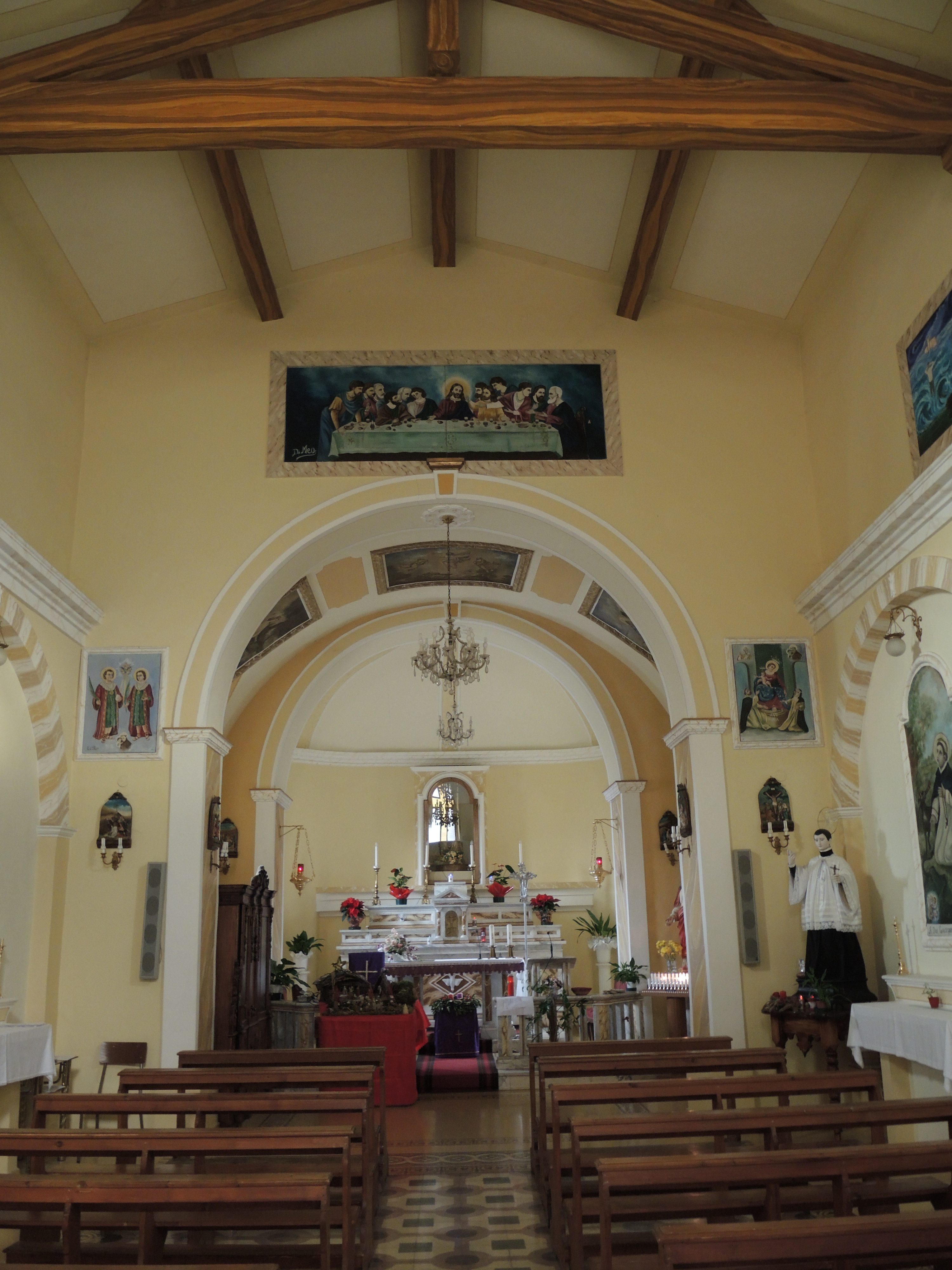
Interno

La facciata in travertino è in forme moderne del 1969 per volontà dell'allora parroco e del comitato dei festeggiamenti della chiesa che già nel 1966 già l'aveva dotata di campane.
La facciata è conclusa in alto da un coronamento triangolare.
L'interno è ad aula decorata da capriate. Ai lati vi sono dei leggeri incassamenti ove vi sono tre altari a cui corrispondono tre sporgenze all'esterno. Nei tre altari vi sono dei dipinti di Mauro Carbonetta, Nicola Finamore, Emilio di Franco, Manuela di Paolo, Alice Pellegrini del 2000, l'aula è conclusa da un'abside semisferica.
In una edicoletta dell'abside vi è una statua lignea della Madonna delle Grazie realizzata alla fine del '400.
L'altare principale è in stucco marmorizzato.
La chiesa è stata recentemente restaurata.
Il campanile è a pianta quadrata.
Nella piazza al lato campanile vi era un'aia sociale dove si trebbiava il grano di Villa Santa Maria.